# Chinas (película)
Chinas es una película dramática española de 2023 escrita, producida y dirigida por Arantxa Echevarría. La película está protagonizada por Valeria Fernández, Yeju Ji, Ella Qiu y Shiman Yang. Tuvo su estreno en cines españoles el 6 de octubre de 2023.
El largometraje aborda diferentes perspectivas generacionales, la dureza de la migración china en España y los conflictos a los que se enfrentan las protagonistas.

## Sinopsis
En un colegio coinciden al comienzo de curso dos niñas chinas de 9 años. Todo el mundo da por hecho que se harán amigas, pero nada las une. Lucía es hija de inmigrantes, se siente  española y solo piensa en integrarse con el resto de sus amigas del colegio. Desearía tener unos padres “normales” como el resto de sus amigas, pero los suyos la avergüenzan porque no hablan español, trabajan más de 14 horas en el bazar y ni siquiera le permiten celebrar su cumpleaños en el Burger King. La otra niña es Xiang. Es adoptada y con su rostro delata allá donde va que no es hija biológica de sus padres. Xiang ni se siente china ni se siente aceptada ante los demás niños en el colegio. Las dos niñas se cruzarán, separarán y acabarán siendo vitales la una para la otra en la búsqueda de su identidad.

## Reparto
- Daniela Shiman Yang (acredita como Shiman Yang) como Lucía.
- Yeju Ji como Shul, madre de Lucía.
- Ella Qiu como Xiang, compañera de clase de Lucía.
- Xinyi Ye como Claudia, hermana mayor de Lucía.
- Valeria Fernández como Susana, mejor amiga de Lucía.
- Julio Hu Chen como Wang, amigo y pretendiente  de Claudía, impuesto por sus padres.
- Qingfei Zhu como Feng, padre de Lucía.
- Leonor Watling como Sol, madre adoptiva de Xiang.
- Carolina Yuste como Amaya, amiga y clienta habitual del bazar.
- Pablo Molinero como Julián, padre adoptivo de Xiang.

## Estreno
Chinas se proyectó por primera vez, fuera de competición, en la  71.ª edición del Festival Internacional de Cine de San Sebastián celebrados en septiembre de 2023; para después hacer su debut en cines el 6 de octubre de 2023.

## Premios
| Premio               | Día de la ceremonia     | Categoría                                         | Destinatarios             | Resultado | Ref.         |
| -------------------- | ----------------------- | ------------------------------------------------- | ------------------------- | --------- | ------------ |
| Premios Forqué       | 16 de diciembre de 2023 | Premio Forqué al Cine y la Educación en Valores   | Chinas                    | Nominada  | [ 8 ]        |
| Medallas del CEC     | 5 de febrero de 2024    | Actriz revelación                                 | Xinyi Ye                  | Ganadora  | [ 9 ] [ 10 ] |
| Medallas del CEC     | 5 de febrero de 2024    | Actriz revelación                                 | Yeju Ji                   | Nominada  | [ 9 ] [ 10 ] |
| Medallas del CEC     | 5 de febrero de 2024    | Actor revelación                                  | Julio Hu Chen             | Nominado  | [ 9 ] [ 10 ] |
| Medallas del CEC     | 5 de febrero de 2024    | Mejor actriz secundaria                           | Carolina Yuste            | Nominada  | [ 9 ] [ 10 ] |
| Medallas del CEC     | 5 de febrero de 2024    | Medalla Platino Educa de la Solidaridad (ficción) | Chinas                    | Ganadora  | [ 9 ] [ 10 ] |
| Premios Días de Cine | 17 de enero de 2024     | Premio del público                                | Chinas                    | Ganadora  | [ 11 ]       |
| Premios Goya         | 10 de febrero de 2024   | Mejor actriz revelación                           | Xinyi Ye                  | Nominada  | [ 12 ]       |
| Premios Goya         | 10 de febrero de 2024   | Mejor actriz revelación                           | Yeju Ji                   | Nominada  | [ 12 ]       |
| Premios Goya         | 10 de febrero de 2024   | Mejor actor revelación                            | Julio Hu Chen             | Nominada  | [ 12 ]       |
| Premios Goya         | 10 de febrero de 2024   | Mejor canción original                            | «Chinas» de Marina Herlop | Nominada  | [ 12 ]       |